# آرام بوداغیان
آرام بوداغیان (زاده ۱۲۷۹ خورشیدی) سرمایه‌دار و نماینده ارمنیان شمال و کلدانیان در مجلس شورای ملی ایران بود.
بوداغیان اهل سلماس، از تولیدکنندگان یخ  و مالکان شرکت شیر پاستوریزه آلفا در تهران بود. در انتخابات دوره پانزدهم مجلس شورای ملی که در حوزه انتخابیه ارامنه شمال و کلدانیان در خرداد ۱۳۲۶ برگزار شد، با کسب ۵۳۴۳ رأی از مجموع ۵۳۶۰ رأی که به صندوق‌ها ریخته شد به مجلس راه یافت.
در دوره پانزدهم مجلس قانون تشکیل مجلس سنا تصویب شد و هیچ سهمی برای اقلیت‌های دینی در آن مجلس در نظر نگرفتند. همه اعضای سنا می‌بایستی مسلمان می‌بودند. با اعتراض نمایندگان اقلیت‌های دینی، دولت لایحه دیگری برای اصلاح قانون مجلس سنا به مجلس برد. آرام بوداغیان همراه با رستم گیو نماینده زرتشتیان و علی‌اکبر ملکی نماینده تبریز پیشنهاد داد اقلیت‌های دینی به صورت نوبتی در هر دوره مجلس سنا یک نماینده داشته باشند و ترتیب آن‌ها بر اساس حروف الفبا باشد: نخست زرتشتیان، سپس مسیحیان و بعد، یهودیان. این پیشنهاد به تصویب رسید.
بوداغیان در دوره‌های شانزدهم و هجدهم نیز نماینده مجلس شورای ملی بود.